# Auloceromyia pedunculata
Auloceromyia pedunculata är en tvåvingeart som beskrevs av Therezinha Pimentel och Pujol-luz 2000. Auloceromyia pedunculata ingår i släktet Auloceromyia och familjen vapenflugor. Inga underarter finns listade i Catalogue of Life.